# Boliviaanse dwerguil
De Boliviaanse dwerguil (Glaucidium bolivianum) is een vogel uit de familie van de uilen.

## Verspreiding en leefgebied
Deze soort komt voor van Peru tot noordwestelijk Argentinië.